# فریدآباد
شهر فریدآباد (به انگلیسی: Faridabad به هندی :फरीदाबाद) در ایالت هاریانا در کشور هند واقع شده‌است. فریدآباد با جمعیت ۱٬۰۵۴٬۹۸۱ نفر در سال ۲۰۱۱ و مساحت ۲٬۱۵۱ کیلومتر مربع (۸۳۱ مایل مربع) بزرگترین شهر ایالت هاریانا و از مراکز اصلی صنعتی این ایالت است.

## پیشینه
فریدآباد را بابا فرید، خزانه‌دار جهانگیرشاه گورکانی که از صوفیان بود در سال ۱۶۰۷ میلادی بنیاد کرد. قصد او از بنای این شهر، پاسداری از راهی بود که از آن مکان می‌گذشت. بابا فرید در این محل یک دژ، یک مخزن آب و یک مسجد ساخت که امروزه ویرانه‌هایی از آن‌ها به جای مانده‌است. این محل بعدها مقر یک پرگنه (منطقه مالیاتی) شد که به عنوان جاگیر (زمین واگذار شده) در دست فرمانروایان بلبگره بود.
شهرستان فریدآباد در تاریخ ۱۵ اوت ۱۹۷۹ به عنوان دوازدهمین شهرستان در ایالت هاریانا تشکیل شد. مناطق این شهرستان پیش از آن بخشی از شهرستان گورگائون بودند.
پس از جدایی پاکستان از هند، بخشی از پناهندگان پاکستانی در این شهر جای گرفتند و با اجرای پروژه‌ای برای اسکان آن‌ها، در سال ۱۹۵۰، تعدادی کارخانه صنایع سبک نیز برای اشتغال آن‌ها ساخته شد.